# KRTAP4-2
KRTAP4-2 (англ. Keratin associated protein 4-2) – білок, який кодується однойменним геном, розташованим у людей на 17-й хромосомі. Довжина поліпептидного ланцюга білка становить 136 амінокислот, а молекулярна маса — 14 462.
| 10         |  | 20         |  | 30         |  | 40         |  | 50         |
| ---------- |  | ---------- |  | ---------- |  | ---------- |  | ---------- |
| MVNSCCGSVC |  | SDQGCGLENC |  | CRPSCCQTTC |  | CRTTCCRPSC |  | CVSSCCRPQC |
| CQSVCCQPTC |  | CSPSCCQTTC |  | CRTTCCRPSC |  | CVSSCFRPQC |  | CQSVYCQPTC |
| CRPSCGQTTC |  | CRTTCYRPSC |  | CVSTCCRPTC |  | SSGSCC     |  |            |

C: Цистеїн

D: Аспарагінова кислота

E: Глутамінова кислота

F: Фенілаланін

G: Гліцин

L: Лейцин

M: Метіонін

N: Аспарагін

P: Пролін

Q: Глутамін

R: Аргінін

S: Серин

T: Треонін

V: Валін